# كلية الآداب (جامعة سوهاج)
كلية الأداب والعلوم الإنسانية جامعة سوهاج هي كلية حكومية مصرية أنشئت في عام 1975 بقرار وزاري رقم (869)، وكانت الكلية تابعة لجامعة أسيوط في البداية، وقد بدأت الدراسة الفعلية بها عام 75/ 1976.

## مبني الكلية
مبنى كلية الآداب في حرم الجامعة الجديدة بمدينة سوهاج الجديدة على مساحة 6000 م2 مكون من بدروم، دور أرضى، 4 أدوار وغرف إدارية بتكلفة 56 مليون جنيه.

## الأقسام
- قسم اللغة العربية وآدابها.
- قسم اللغة الإنكليزية وآدابها.
- قسم اللغة الفرنسية وآدابها.
- قسم التاريخ.
- قسم الدراسات الإسلامية.
- قسم اللغات الشرقية.
- قسم اللغة الألمانية.
- قسم الدراسات اليونانية واللاتينية.
- قسم الجغرافيا.
- شعبة المساحة والخرائط.
- قسم الفلسفة.
- قسم علم النفس.
- قسم علم الاجتماع
- قسم الإعلام والمكتبات.
- قسم اللغة الإيطالية